# Józefa Ledwig
Józefa Ledwig, po mężu Bęben (ur. 18 kwietnia 1935 w Szerzynach) – polska siatkarka, dwukrotna brązowa medalistka olimpijska.
Mierzy 174 cm wzrostu. Występowała najczęściej na pozycji atakującej. Przez 20 lat była zawodniczką Wisły Kraków (1952–1972). Z tym zespołem trzy razy zdobywała tytuł mistrzyni Polski (1967, 1969, 1970). W reprezentacji Polski w latach 1959–1970 wystąpiła 216 razy. Uczestniczyła w igrzyskach olimpijskich w 1964 w Tokio oraz cztery lata później, za każdym razem zdobywając brązowy medal. Z reprezentacją zdobyła także brązowy medal mistrzostw świata (1962) i dwa srebrne medale mistrzostw Europy (w 1963 i 1967).